# Sorcellerie chez Goya

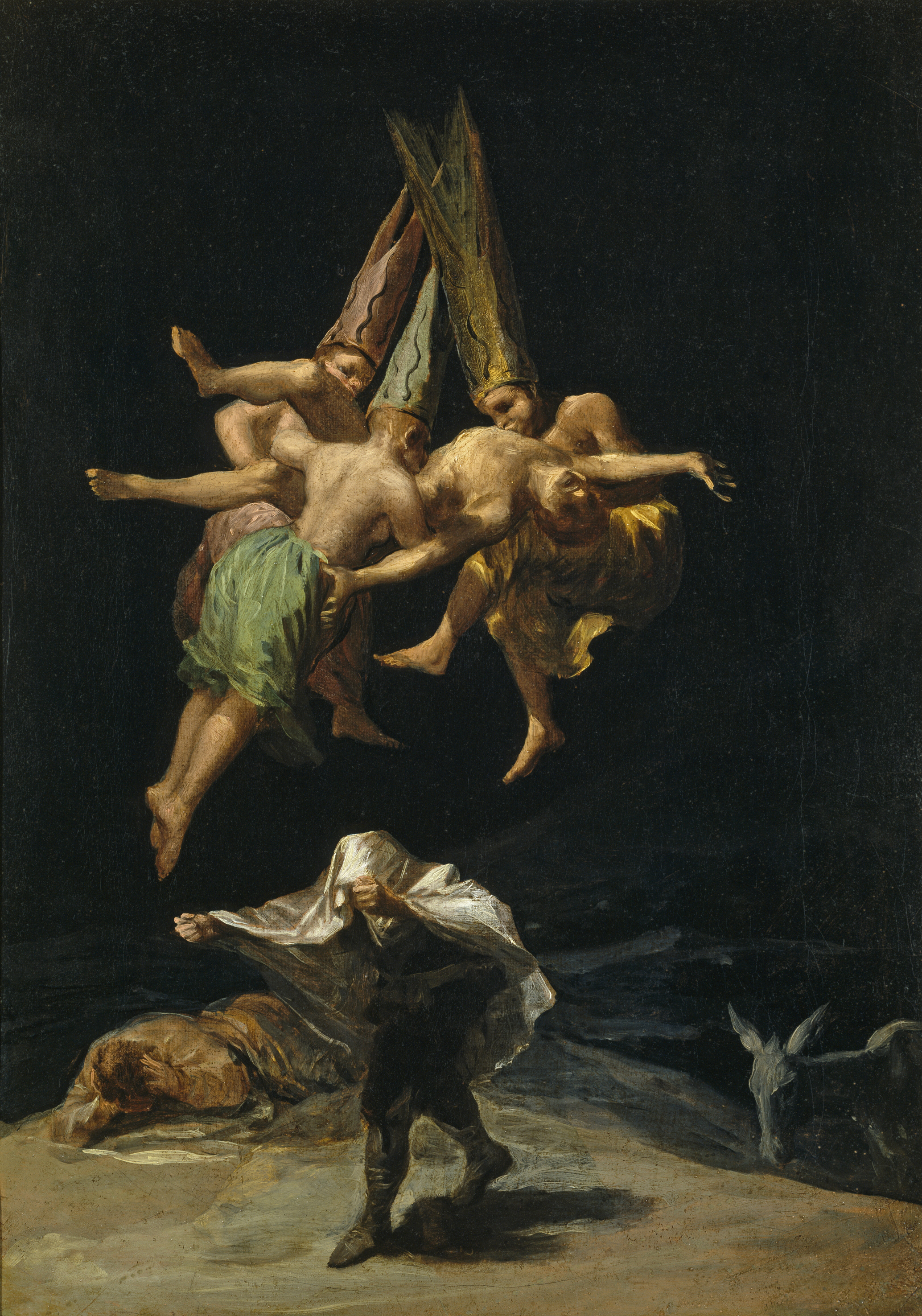
Le Vol des Sorcières (1797) de Francisco de Goya (Musée du Prado)

La sorcellerie est dans l'œuvre de Francisco de Goya un thème très développé. En plus des six tableaux qu'il a peints à la fin du XVIIIe siècle pour le cabinet de la duchesse d'Osuna — parmi lesquels le célèbre Le Sabbat des sorcières —, Goya aborde la thématique par deux fois : dans la série de gravures des Caprichos (dont la première édition de 1799 est censurée dès sa sortie parce qu'on dénonce le peintre aragonais auprès de l'Inquisition espagnole, lui reprochant son ostensible hostilité envers les tribunaux du Saint-Office de l'Inquisition comme on peut le voir dans la dernière estampe intitulée Ya es hora (traduisible par « enfin »), qui, selon l’anthropologue espagnol Julio Caro Baroja, « semble être une allusion à l'heure où les inquisiteurs et les moines cessent enfin d'agir dans le pays ») et dans les Peintures noires (cinq d'entre elles font référence au culte des sorcières, avec notamment Vision fantastique ou Asmodée, Les Moires et un autre Sabbat des sorcières).

« Au travers des Caprices et de la peinture noire, Goya découvre et illumine les présences horripilantes et répulsives qui se nichent à l'intérieur de chacun de nous et rendent manifestes la désolation et la frénésie humaines. [...] Il découvre la sorcière occulte dans ce qu'il y a de plus primaire et volcanique de notre être et lutte contre elle. En exorcisant la sorcière avec la puissance de sa peinture révélatrice et purificatoire, Goya exorcise le Mal. »

## L'intérêt de Goya pour la sorcellerie

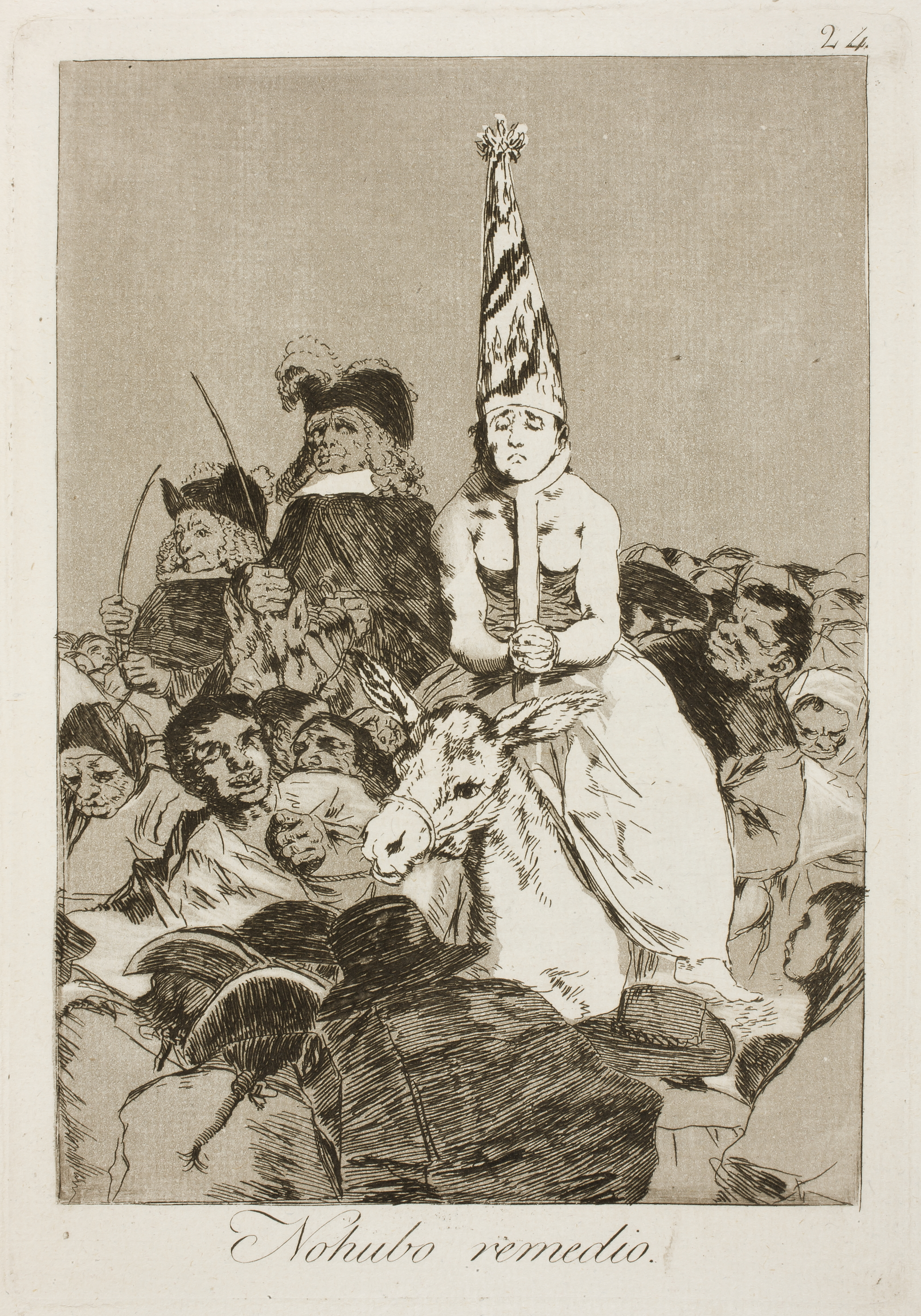
Capricho no 24 : No hubo remedio

Depuis son arrivée à Madrid en 1774, Goya entretient des relations avec les ilustrados, des intellectuels libéraux espagnols acquis aux idées des Lumières, avec qui il partage pleinement les idées rénovatrices. Au travers des œuvres de Goya, ils font la satire de l'obscurantisme et de l'Inquisition, qui poursuit littéralement sa chasse aux sorcières, et pousse ses opposants à adhérer à la sorcellerie, et devient ainsi l'un de leurs chevaux de bataille. 
Gaspar Melchor de Jovellanos publie un ouvrage sur le thème des sorcières du XVIe siècle et Leandro Fernández de Moratín, avec qui il forge une grande amitié, commence à préparer dans les années 1790 l'édition critique de la relation du procès des Sorcières de Zugarramurdi, dont les dépositions inspireront Goya.
Selon l'anthropologue espagnol Carmelo Lisón Tolosana (es), cette œuvre qui finit par être publiée à Logroño en 1811 —, a exercé une énorme influence sur la vision de la sorcellerie que Goya a dépeinte dans ses tableaux et estampes afin de « déterrer des vulgarités préjudiciables ». Ainsi, Goya « traduit à l'huile et à l'eau-forte la satirisation des sorcières que ses collègues déversent dans des livres, almanach et comédies. »
Julio Caro Baroja fait également remarquer l'influence qu'a eue sur Goya l'édition critique faite par son ami Moratín, mais selon l'historien et anthropologue basque, « Goya est allé plus loin que Moratín [car] il a introduit quelque chose qui est clair pour nous aujourd'hui, à savoir que le problème de la sorcellerie ne s'éclaire pas à la lumière de pures analyses rationalistes... il faut analyser sérieusement les états obscurs de la conscience de sorciers et ensorcelés pour aller au-delà. » Ainsi, Goya « nous a laissé des images d'une telle force qu'au lieu de faire rire, elles produisent en nous la terreur, la panique. »

## Les symboles
Les descriptions très détaillées que font certains accusés de rituels sorciers lors du procès des Sorcières de Zugarramurdi sont largement commentés par les illustrados et par Jovellanos ; en particulier celle faisant état du diable prenant la forme d'un bouc devant l'assistance du sabbat — un élément qui sera abondamment repris par Goya dans son œuvre, comme le célèbre Le Sabbat des sorcières (justement appelé El Aquelarre en espagnol. Une autre figure animale réutilisée par Goya est l'âne : elle vient notamment d'une anecdote relatant une sorcière qui avait été exhibée dans la rue, nue sur un âne, selon une pratique humiliante de l'Inquisition. Cette scène est représentée dans le Capricho no 24 intitulé No hubo remedio. Goya fait aussi de l'âne un symbole de l'ignorance.

## Les œuvres

### Les tableaux pour le cabinet de la duchesse d'Osuna
Vers la fin du XVIIIe siècle, Goya peint une série de six petits tableaux de scènes de sorcellerie pour le cabinet de la duchesse d'Osuna dans le parc El Capricho : Vuelo de brujas (« Vol des sorcières », au musée du Prado), El conjuro (« La conjuration », au musée Lázaro Galdiano) et El aquelarre (Le Sabbat des sorcières, au musée Lázaro Galdiano), La cocina de los brujos (« La Cuisine des sorciers », collection privée au Mexique), El hechizado por la fuerza (« L'Ensorcelé de force » ou La Lampe du diable, à la National Gallery de Londres) et El convidado de piedra (« Le Pétrifié », aujourd'hui perdu).

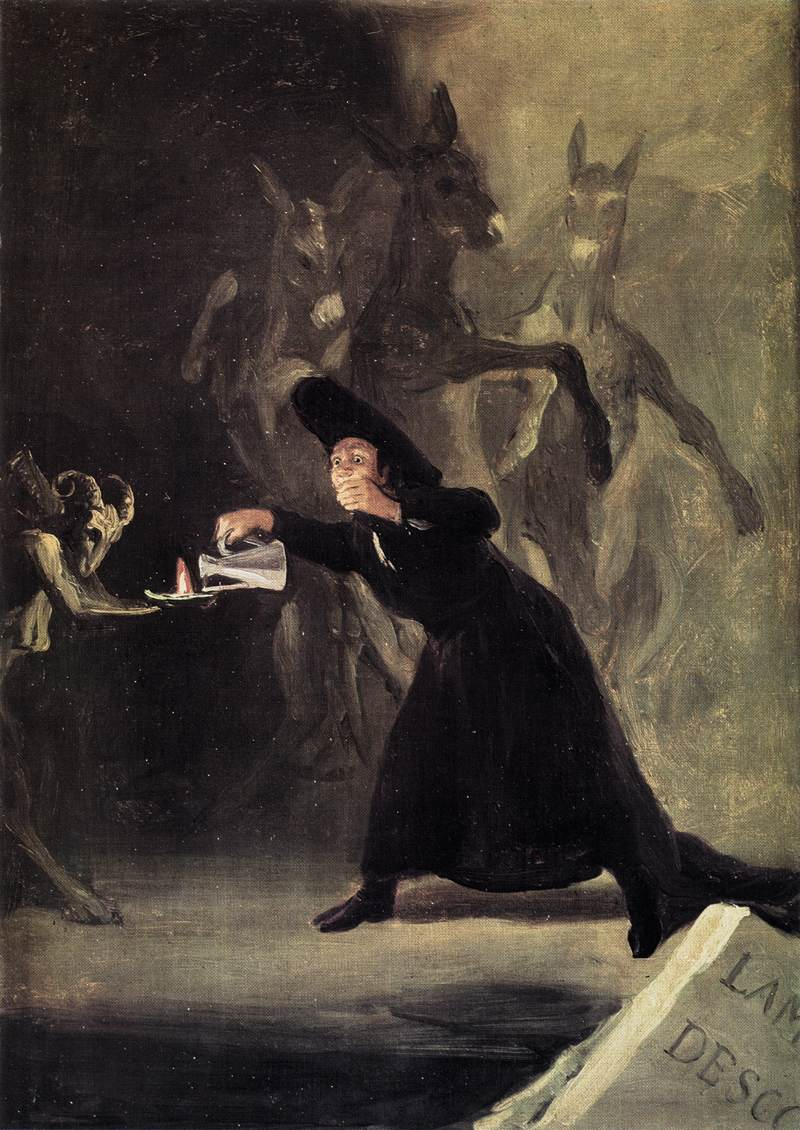
El hechizado por la fuerza (« L'Ensorcelé de force », National Gallery)

La peinture représente le moment où le personnage central, vêtu de noir, se retrouve dans la chambre d'une sorcière. Il soutient, terrifié, un pichet avec lequel il verse de l'huile sur une lampe dont la lumière illumine le tableau. Avec la main gauche, il se protège la bouche pour que le diable n'y entre pas ; ce dernier, doté d'une tête de bouc, tient une lampe que le protagoniste maintient à distance. Il remplit la lampe parce qu'il croit qu'il mourra aussitôt que l'huile sera consommée.
Au fond, en noir, on distingue trois têtes d'ânes debout sur leurs pattes arrière.

Dans le coin inférieur droit, on peut lire sur un livre le début des lignes « LAM DESCO » qui reproduisent les vers : 
« Lámpara descomunal

Cuyo reflejo civil

Me va á moco de candil

Chupando el óleo vital »
— Tirés de la comédie El hechizado por fuerza d'Antonio de Zamora

« Lampe démesurée

Dont le reflet civil

Me va à la perfection

Pour aspirer l'huile vitale. »

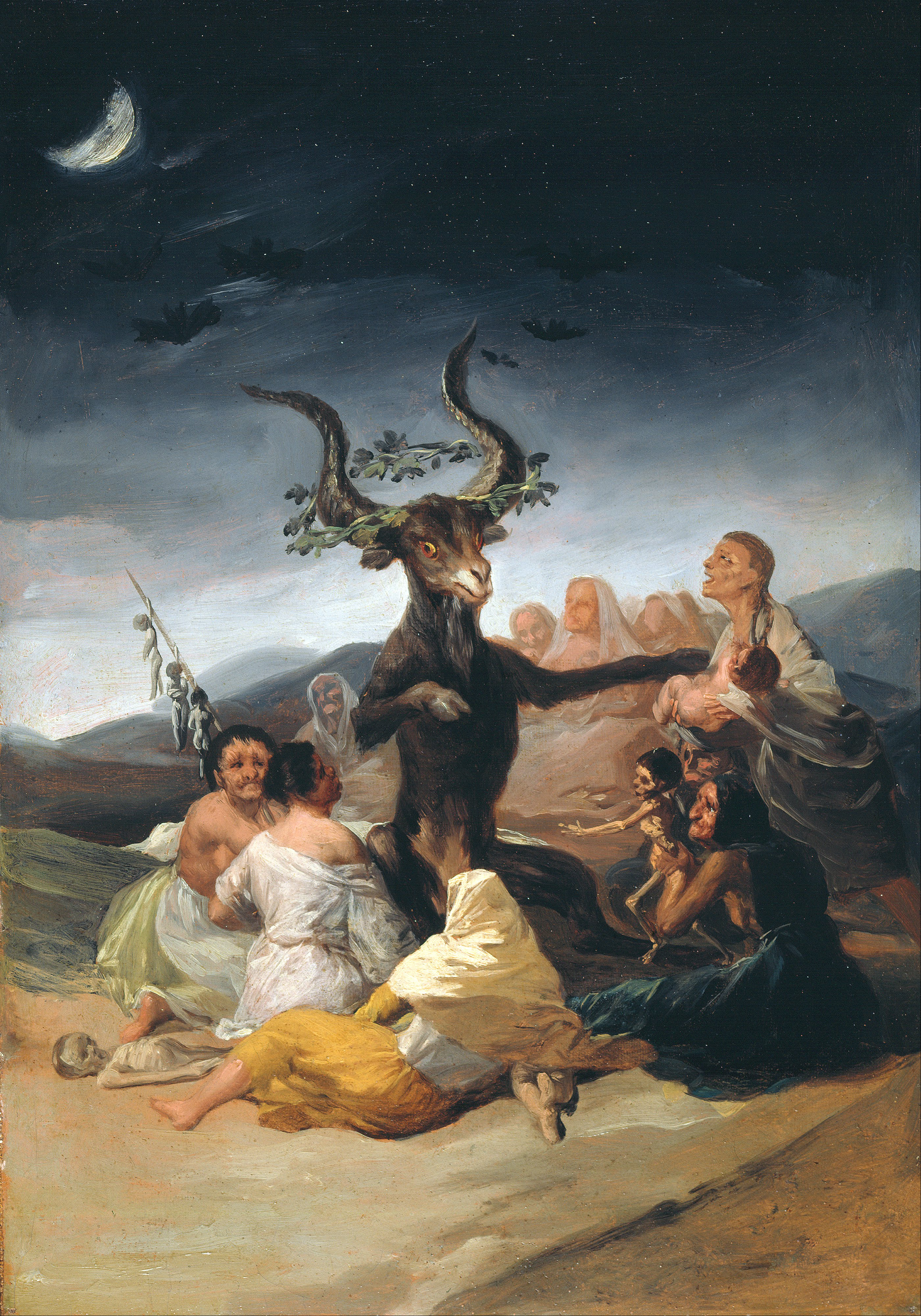
El Aquelarre (ou Le Sabbat des sorcières), de Francisco de Goya (Musée Lázaro Galdiano, Madrid).

Ils sont fréquemment représentés à l'époque de Goya. Ici, de même qu'au milieu des chaînes, grottes, femmes voilées, haches noires, grâce hilarante et sans-gêne populaire, sont caricaturées la vanité et la simplicité des croyances vulgaires et l'on fait une forte satire d'un ignorant clerc radin, ami de la table, aussi bien voué à la superstition qu'à la béatitude.
L'organisation spatiale du tableau, les hombres et les gestes du personnage donnent l'impression que Goya a voulu peindre une scène théâtrale dans laquelle sont même reproduits les ânes qui apparaissent dans les vers de la comédie.
« Le tableau est dominé par la figure d'un grand bouc bêta et cornu, qui, sous la lumière de la lune, avance ses pattes antérieures comme geste d'apaisement et un regard ambigu pour recevoir de deux sorcières l'offrande d'enfants qui lui plaisent tant... Elle évoque la description faite par Mongastón du procès des Sorcières de Zugarramurdi de 1610] qui relate comment deux sœurs, María Presona et María Joanato, tuèrent leurs enfants « pour satisfaire le démon » qui s'était montré « reconnaissant » de recevoir l'offrande... Nous voyons [aussi] une demi-douzaine d'enfants, plusieurs desquels déjà sucés, squelettiques, tandis que d'autres sont pendus à un bâton. »

### Los Caprichos
Près d'un quart des gravures composant Los Caprichos est consacrée à la sorcellerie, « dont les sous-titres reproduisent parfois des devises des Lumières ou des condensations populaires qu'ils ont rassemblées. [...] Goya cherche, dans ses Caprices, à élever la voix de la raison — une langue qu'il espère que tout le monde comprendra — pour exposer la misère de la crédulité et déterrer la crasse ignorance de l'esprit humain, esclave de l'instinct, de l'intérêt et de l'égoïsme. » Ainsi pour Goya, de même que pour Moratín et les autres Lumières espagnoles, « la sorcellerie est vieille, moche, entremetteuse, répugnante et hypocrite. Dans les visages sorciers violemment tordus, dans les grimaces répulsives et dépouillées, dans leurs bouches ouvertes difformes et dans les expressions infrahumaines, nous devinons l'agent de Satan. »
Donde vá mamá?, Capricho no 65
« Bien que de manières différentes, la sorcière est toujours méchante, odieuse, luxurieuse et ivre, elle fait tout en secret, selon le commentaire du manuscrit de la Bibliothèque nationale d'Espagne qui décrit le caprice 65 ainsi : « La lasciveté et l'ivresse chez les femmes apportent d'infinis désordres et de véritables sorcelleries. » »
Soplones, Capricho no 48
Dans cette gravure, Goya « semble critiquer l'intrusion dans la vie des autres et la délation du voisin ou de l'ennemi qui s'est tellement pratiquée dans les Procès de sorcellerie au Pays basque : un sinistre monstre volant, à cheval sur un chacal, souffle sur les sorciers sur lesquels hurlent deux fauves noirâtres. »
Miren que grabes!, Capricho no 63
Dans le manuscrit du musée du Prado, une note au pied de cette grave précise « deux sorciers de convenance ». Ainsi, Goya parle de « sorcières imposteurs et hypocrites, dont l'immoralité de charlatan exploite sans miséricorde l'ignorance et la bonne foi du peuple. »
Correccion, Capricho no 46
« La sorcière doit agir sous « la protection et la tutelle de ses maîtresses », apprendre son métier en « étant assujetties à ses maîtresses », pratiquer sous la tutelle des plus expérimentées dans l'art (les « sorcières anciennes »), entendit répéter Mongastón lors de l'autodafé de Logroño. » Dans le commentaire du manuscrit du musée du Prado, il est écrit : « Sans correction ni censure, on n'avance dans aucune faculté, et celle de la Sorcellerie nécessite du talent, de l'application, un âge mûr, de la soumission et de la docilité aux conseils du Grand Sorcier qui dirige le Séminaire de Barahona. [...] Ce grand sorcier caprin préside un conclave hallucinant dans lequel les sorcières écoutes pensives. »

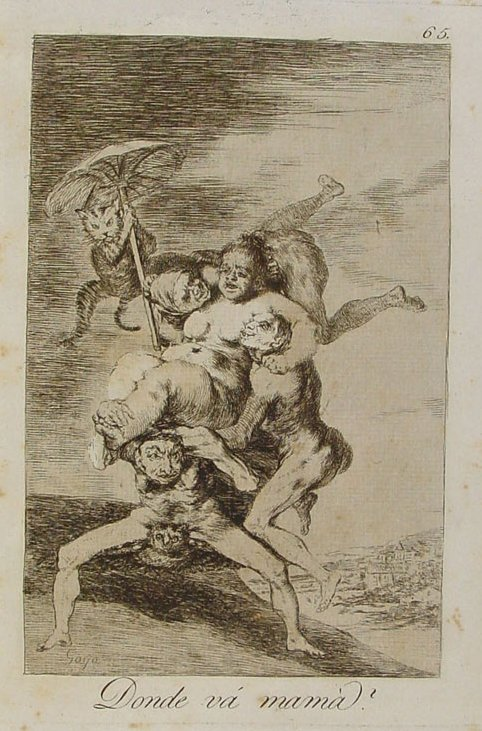
Donde vá mamá?, Capricho no 65
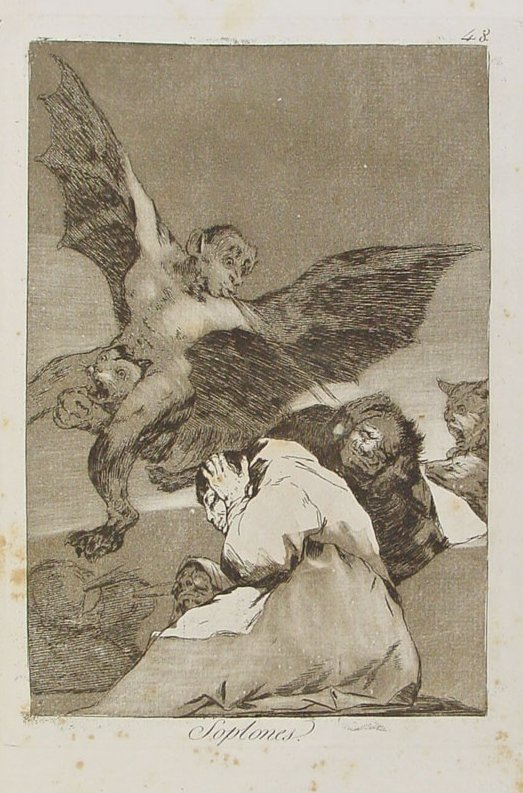
Soplones, Capricho no 48
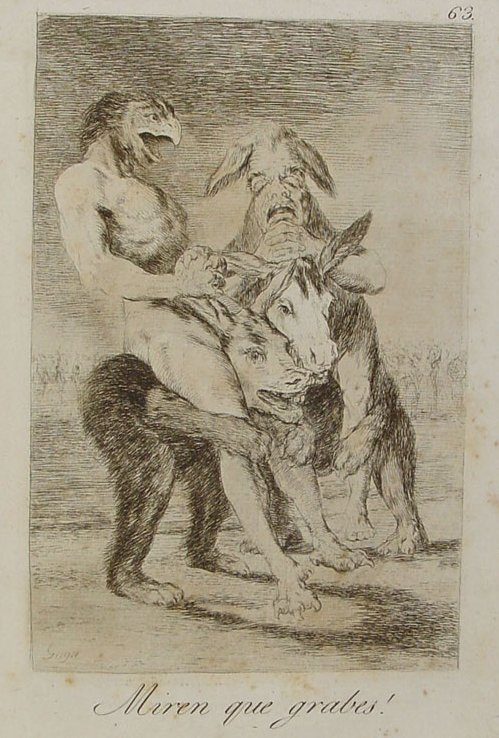
Miren que grabes!, Capricho no 63
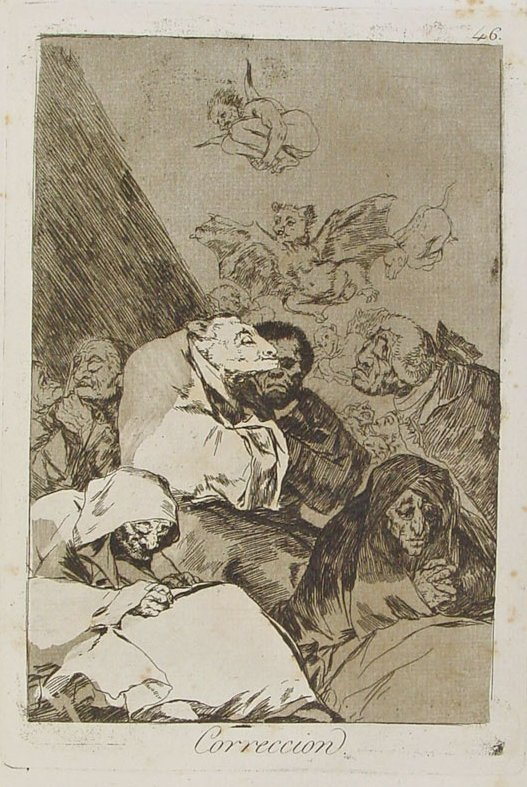
Correccion, Capricho no 46

Ensayos, Capricho no 60
« Présidé par l'importante figure noire de Satan comme bouc qui surveille muet une jeune sorcière qui pratique ses premières expériences en suspendant en l'air un homme qui semble effrayé ; aux pieds du bouc apparaît une marmite de celles qu'on mentionne à Logroño. Le dessin en sépia, préparatoire de ce caprice, porte l'inscription « Essai de sorcières débutantes de premier vol et s'essaient avec peur à travailler ». » Parisseaux fait elle remarquer qu'on y « retrouve le vase d’onguent magique qui sert à voler, ici il est associé à un crâne, qui n’est pas sans rappeler « l’envers » chrétien
de cette scène avec le vase de parfum de Marie-Madeleine et le crâne d’Adam lors de la crucifixion. » Parisseaux y « retrouve le vase d’onguent magique qui sert à voler, ici il est associé à un crâne, qui n’est pas sans rappeler « l’envers » chrétien
de cette scène avec le vase de parfum de Marie-Madeleine et le crâne d’Adam lors de la crucifixion. Une allusion aux philtres magiques faits d’ingrédients suspects est évoquée également dans la planche 12, À la chasse aux dents, où l’on voit une jeune femme arracher les dents d’un pendu qui entrent avec la corde
dans la composition de potions de jeteuses de sorts. »
Linda maestra!, Capricho no 68
« Nous voyons deux sorcières : la maîtresse, vieille, à la peau flétrie, guidant lors d'un haut vol nocturne la jeune novice, aux seins turgescents, aux muscles ronds et aux jambes ouvertes ; toutes les deux à cheval sur un balai long et significatif, en chemin aérien vers le sabbat. La maîtresse rusée sourit et enseigne à la belle disciple avec diligence mais aussi un peu de peur. » Parisseaux signale qu'en plus d'être associé depuis l'Antiquité à des pouvoirs magiques, le balai est aussi un symbole phallique, étant placé entre les jambes qui sont d'ailleurs parfois écartées.
Quien lo creyera!, Capricho no 62
« Il met à la vue de notre esprit deux vieilles sorcières répugnantes acharnées dans une lutte féroce pendant qu'elles volent, peut-être en direction du sabbar ; la sépia préparatoire a cette légende : « Du plus haut de leur vol sont mises en évidence les prétentieuses sorcières ». »
Buen viaje, Capricho no 64
« Il décrit la marche nocturne de sorcières qui, en groupe, irritées, spectrales et rapides, traversent le ciel hurlant parmi les ombres. La prédominance de la tache noire confère au vol un aspect lugubre, de cauchemar nocturne. Le manuscrit du Prado dit à son propos : « Où ira cette bande infernale hurlant dans les airs, au milieu des ténèbres de la nuit. » Faire du mal, répond la relation de Logroño. »

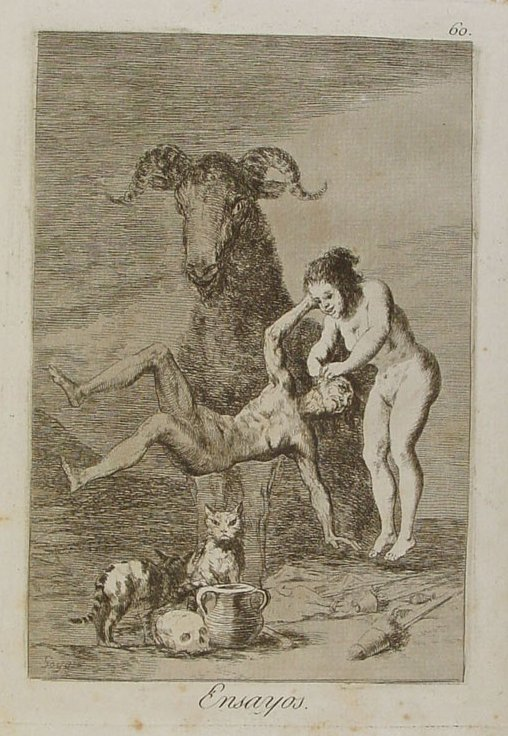
Ensayos, Capricho no 60
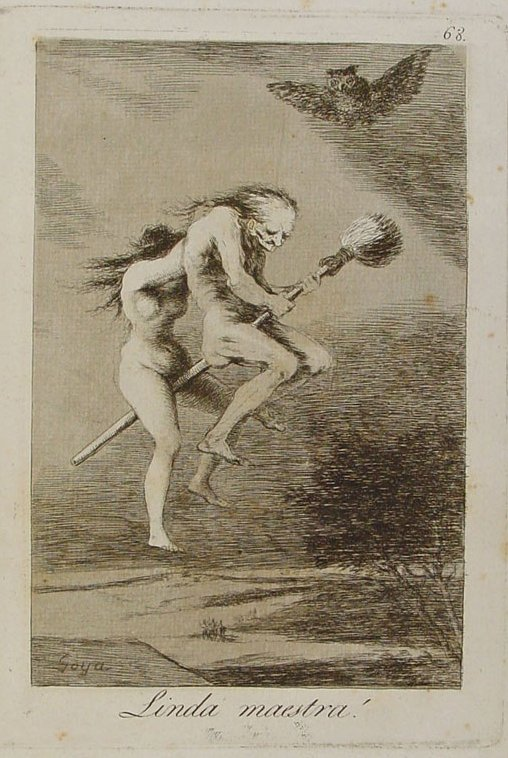
Linda maestra!, Capricho no 68
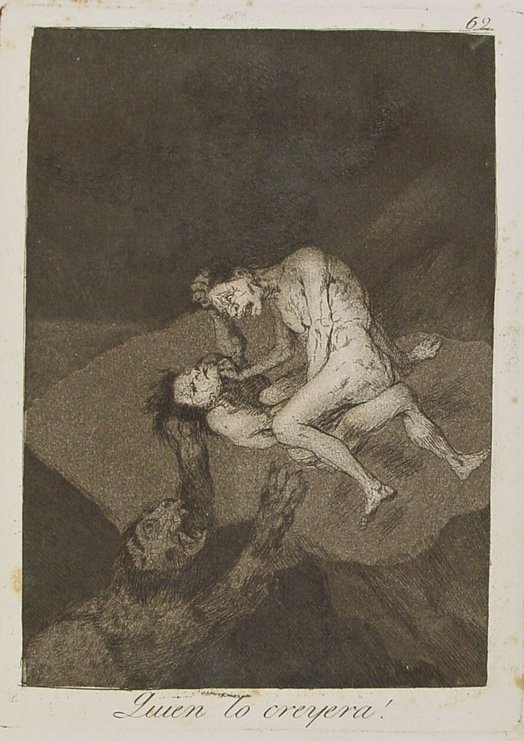
Quien lo creyera!, Capricho no 62
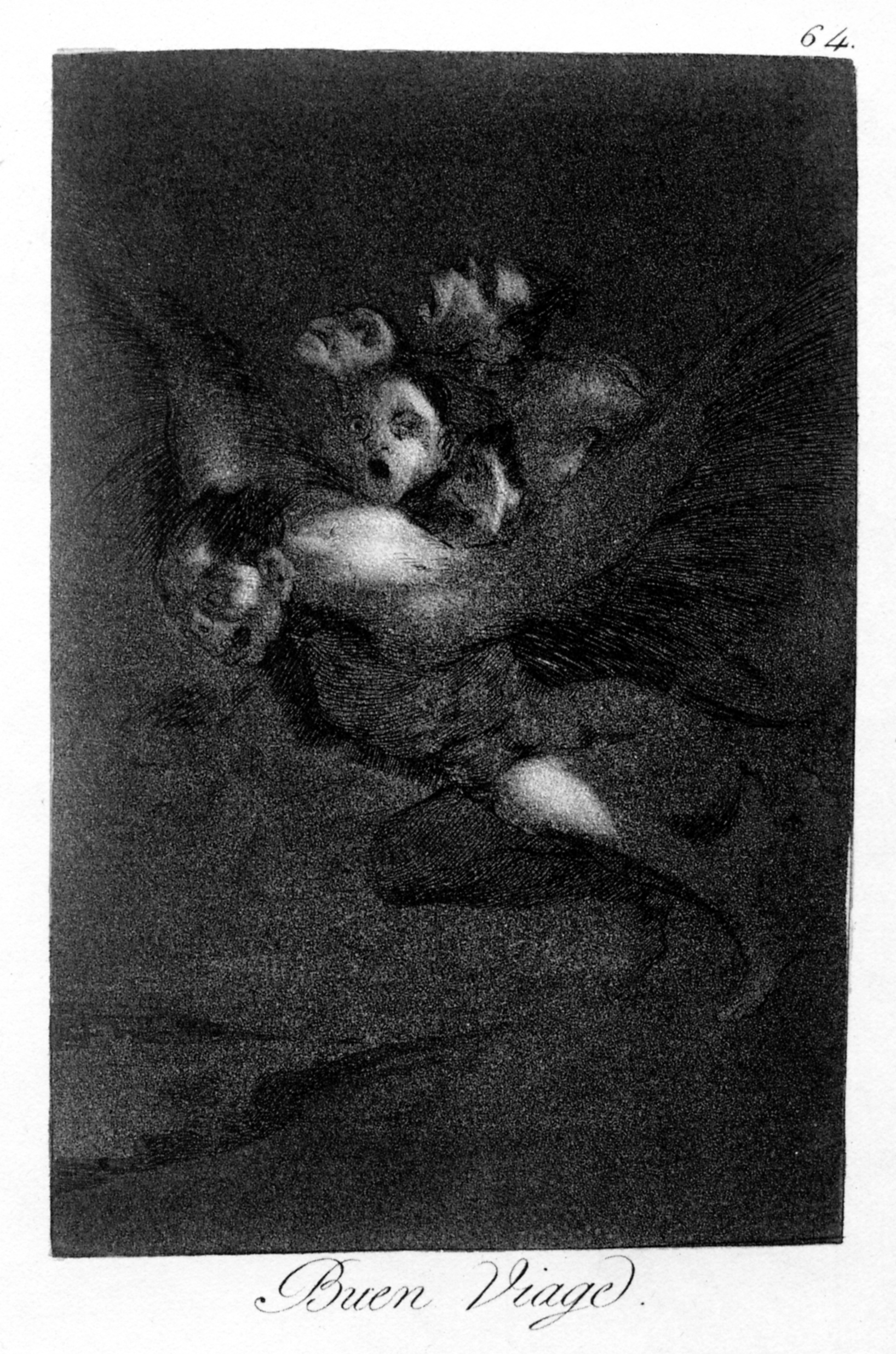
Buen viaje, Capricho no 64

Allá vá eso, Capricho no 66
« Dans le dessin à la plume et sépia préparatoire de ce caprice, il s'assure qu'il s'agit du premier vol des deux sorcières accrochées au balai : « une sorcière maîtresse donnant des leçons à son disciple [Goya emploie fréquemment le masculin, même quand la peinture est féminine] sur le premier vol ». »
Sopla, Capricho no 69
« Y sont réunies plusieurs sorcières : une énorme, qui se sert d'un enfant comme soufflet, une autre qui arrive avec une nouvelle livraison d'enfants, et une troisième suce avec plaisir le minuscule pénis d'un enfant (« aux enfants qui sont petits, on les suce par le rectum et par la nature », dit la relation du procès des sorcières de Zugarramurdi de 1610, un extrême que Moratín commente largement). »
Aguarda que te unten, Capricho no 67
« Deux sorcières mûres, l'une avec des oreilles d'âne et l'autre bigleuse, oignent un sorcier en forme de bouc qui, impatient, surprend les maîtresses par sa hâte de voler. La sorcière ânière se sert d'une marmite et d'un pinceau pour l'oindre « le visage, les mains, la poitrine, les parties honteuses et la plante des pieds », selon la relation citée. Le dessin préparatoire à la sanguine, conservé au Prado, présente le présumé sorcier volant en figure jeune, comme il correspond à la relation inquisitoire. »
Devota profesion, Capricho no 70
« La condition essentielle pour appartenir à la secte comme membre de pleine responsabilité et droit était la cérémonie formelle d'initiation, ou serment, qui ouvrait la porte finale à la ténébreuse profession. C'est à elle que Goya fait allusion dans son caprice 70... Le manuscrit du Prado le glose ainsi : « Jures-tu obtenir et respecter tes maîtresses et supérieurs ?... Eh bien, ma fille, te voilà sorcière. » [...] La novice — le genre fluctue chez Goya — récite quelque chose, peut-être son serment et sa promesse, sur le livre, avec les mains jointes comme en signe de sérieux rituel, et les évêques qui chevauchent un charognard. »

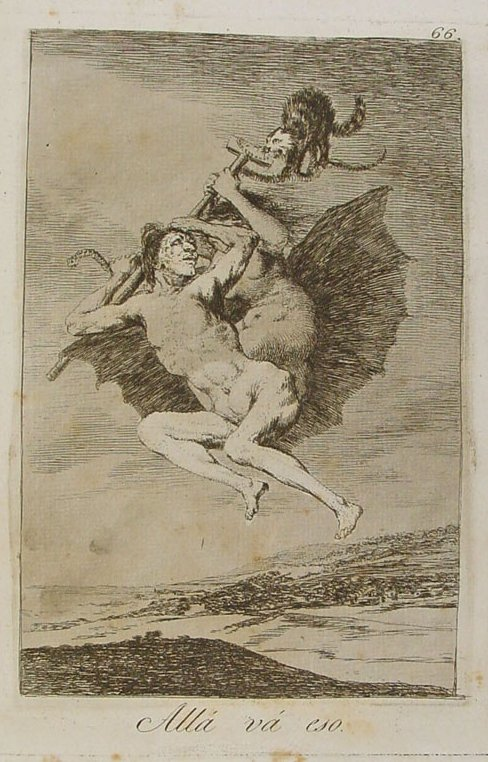
Allá vá eso, Capricho no 66
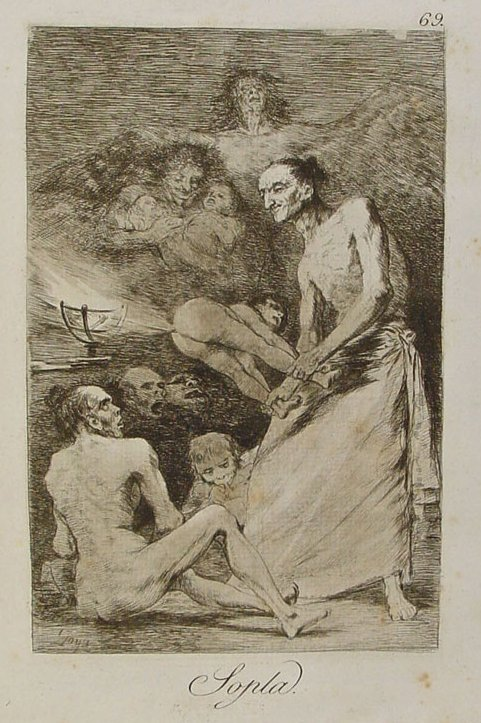
Sopla, Capricho no 69
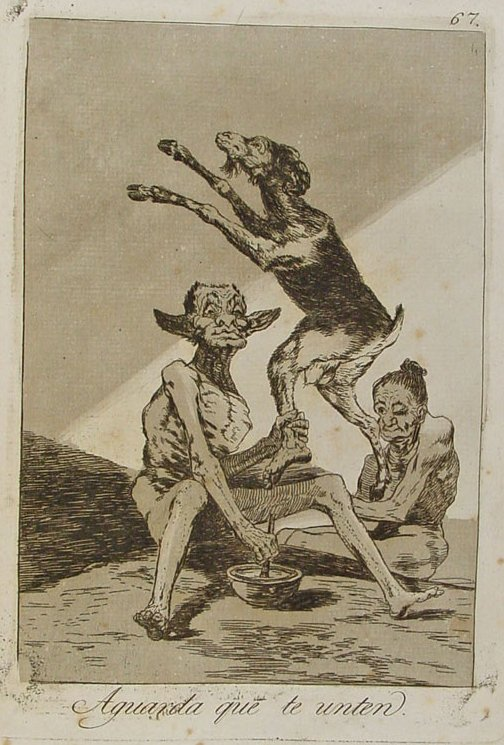
Aguarda que te unten, Capricho no 67
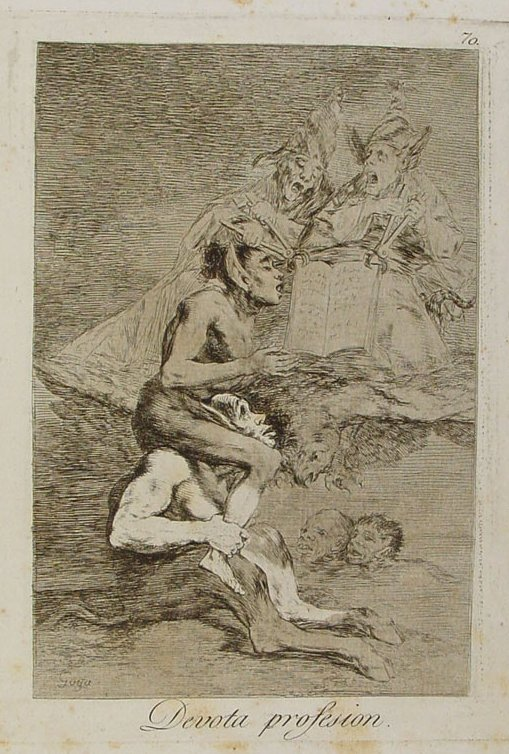
Devota profesion, Capricho no 70

Mucho hay que chupar, Capricho no 45
« Trois sorcières bien couvertes, en plus du panier d'enfants à dévorer, nous rappellent cette partie de l'autodafé du procès de 1610 qui relate comment Miguel de Goiburu et les « sorcières les plus anciennes... avaient toujours avec elles un panier qui avait une anse » pour apporter au sabbat des cadavres et les manger lors d'un banquet, accompagnées de Satan. »
Si amanece, nos Vamos, Capricho no 71
« Une grande sorcière, pointant du doigt le ciel étoilé de la main gauche, avertit les autres vieilles répugnantes qui l'écoutent du danger du lever du jour ; elles savent en effet que — je copie Mongastón — « elles durent... lesdites danses [du sabbat] jusqu'à ce que viennent l'heure où chante le coq » et si elles ne font pas attention et que « l'heure de chanter pour le coq » les trouvent ne serait-ce qu'en train de voler, le voyage aérien s'interrompt et elles doivent continuer le chemin « à pied jusqu'à la maison ». Avec a lumière... le sabbat se termine. »

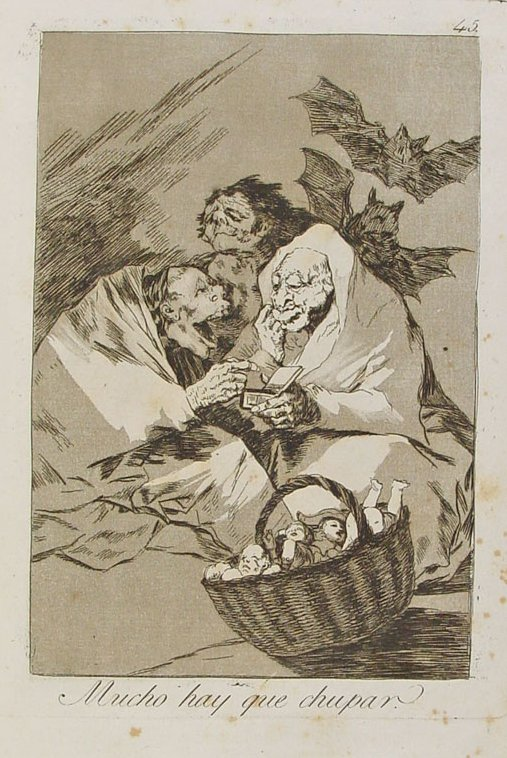
Mucho hay que chupar, Capricho no 45
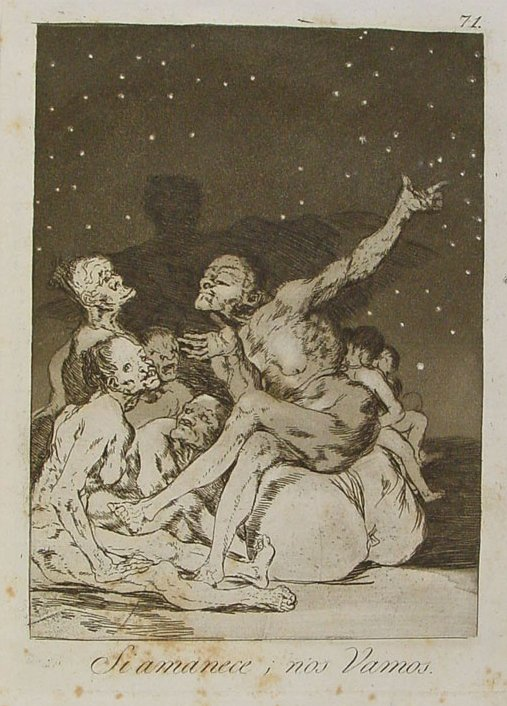
Si amanece, nos Vamos, Capricho no 71

### LesPinturas Negras

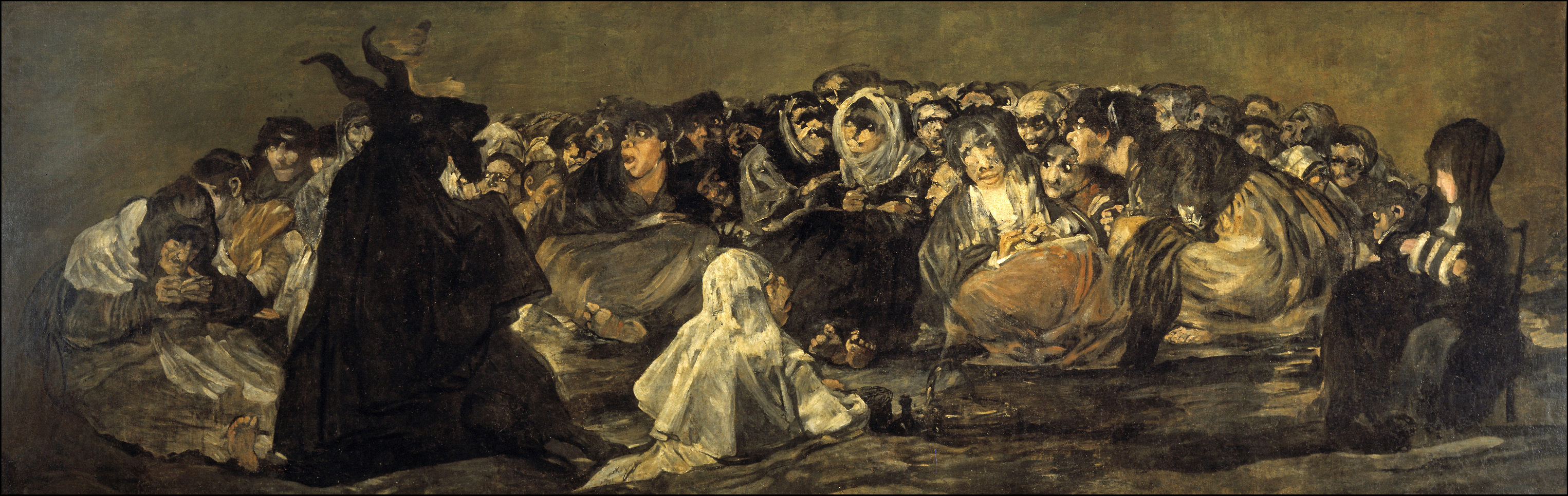
Le Sabbat des sorcières, peinture noire de 1823.

Selon Julio Caro Baroja, Le Sabbat des sorcières « est le symbole le plus parfait d'une société laide et bestiale, dominée par les crimes et les violences de tout type. » Selon Carmelo Lisón Tolosana (es), cette peinture « Est la composition satanique [de Goya] la plus impressionnante : lors d'une assemblée nocturne, le terrible, inquiétant et puissant Grand Bouc préside une masse de vieilles sorcières au visage abruti, délirant, halluciné, aux yeux exorbités et à la bouche tordue. Les têtes ressemblant à des têtes de mort, les postures attentives et les gosiers admiratifs entrouverts écoutant l'effrayante tache noire qu'est le Grand Bouc, cornu et barbu, contrastent avec la demoiselle apprentie, vêtue d'une mantille, jeune et bien formée, attentive et attractive, qui contemple, séparée mais non impressionnée, cette scène si satanique. C'est une peinture noire géniale, autant fantastique que monstrueuse, dans laquelle Goya touche le toit humain : l'abrutissement d'êtres rationnels par un extrême et sa satanisation par un autre. [...] Le problème de la sorcellerie surpasse notre capacité rationnelle. Le Grand Bouc et le sabbat affirment avec leur macabre nocturnité le triomphe de l’irrationalité, la persistance du Mal. »

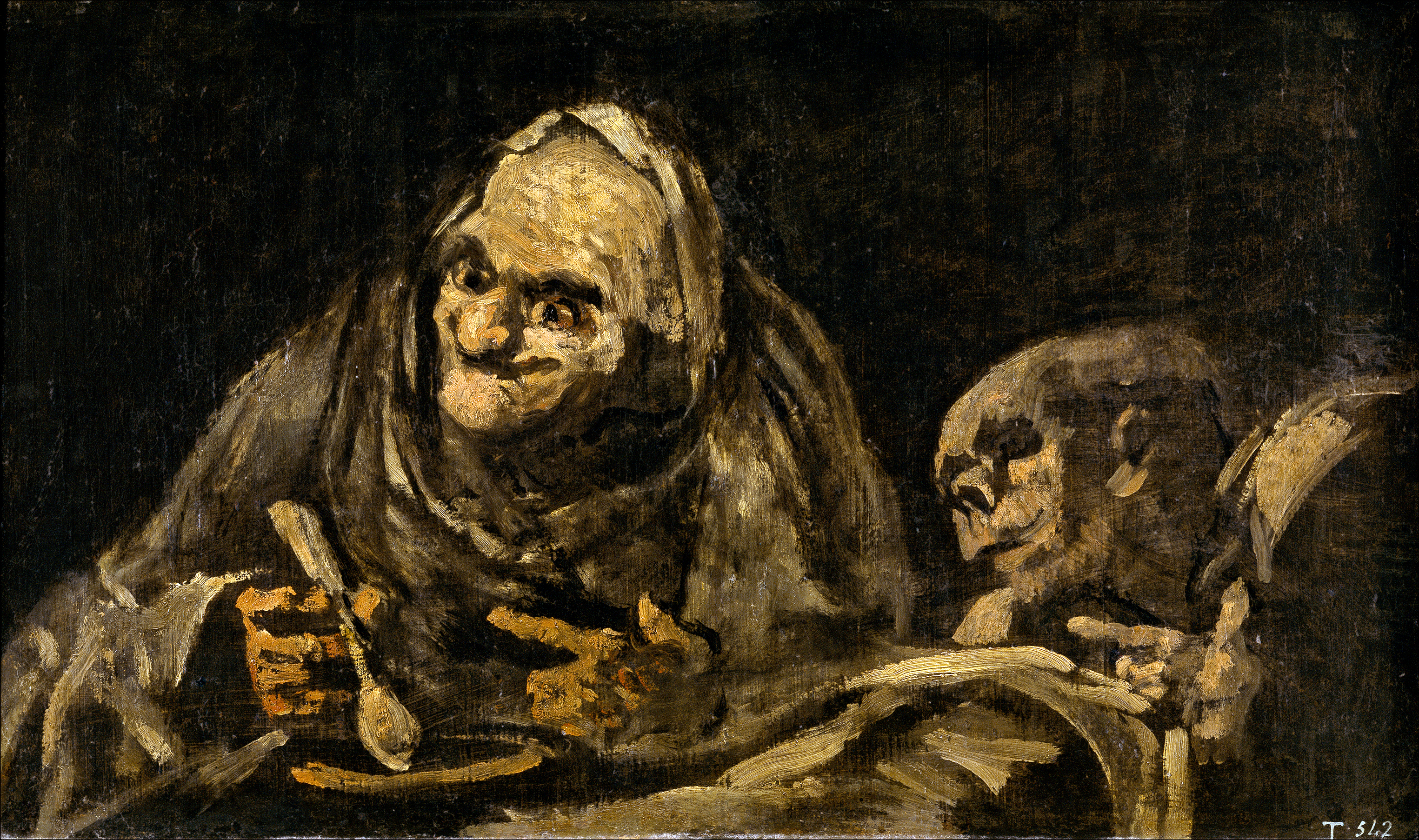
Deux vieillards mangeant de la soupe, peinture noire de 1819-1823

À propos de Deux vieillards mangeant de la soupe, Carmelo Lisón Tolosana dit de Goya qu'il « Peint la sorcière comme un symbole de ce qui se cache et s'enferme dans le petit monde obscur et mystérieux du pulsionnel et de l'irrationnel. Mais plus qu'un symbole et une métaphore, la sorcière goyesque est une allégorie de l'humain et du sermon en général. Au travers des Caprices et de la peinture noire, Goya découvre et illumine les présences horripilantes et répulsives qui se nichent à l'intérieur de chacun de nous et rendent manifestes la désolation et la frénésie humaines. [...] Il découvre la sorcière occulte dans ce qu'il y a de plus primaire et volcanique de notre être et lutte contre elle. En exorcisant la sorcière avec la puissance de sa peinture révélatrice et purificatoire, Goya exorcise le Mal. »